# Axwell
Axwell, pseudonimo di Axel Christofer Hedfors (Lund, 18 dicembre 1977), è un disc jockey, produttore discografico e attore svedese.
Fa parte del gruppo Swedish House Mafia assieme a Sebastian Ingrosso e Steve Angello. Dal 2014 al 21 agosto 2018 ha fatto parte del gruppo Axwell Ʌ Ingrosso insieme a Sebastian Ingrosso. Possiede una propria casa discografica, la Axtone.
Tra i più noti DJ e producer svedesi, per nove anni consecutivi ha fatto parte della prestigiosa classifica Top100 DJ's di DJ Magazine, con il piazzamento più alto al numero 10 nel 2010.

## Carriera

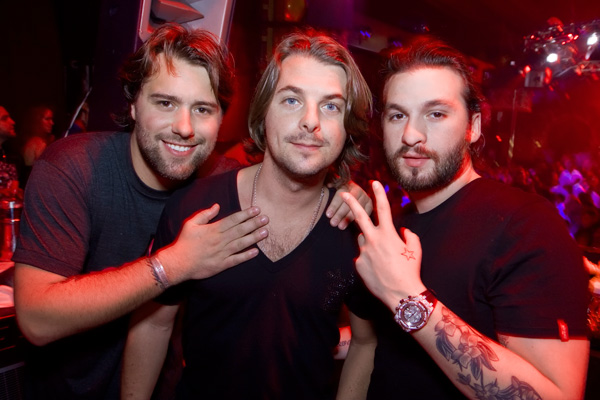
Axwell (al centro) insieme ai componenti degli Swedish House Mafia.

Tra le sue hit più famose figurano Feel the Vibe, del 2004 (n. 16 nella Uk Sales Chart), Together, del 2005, realizzata assieme a Sebastian Ingrosso, Watch the Sunrise, cantata da Steve Edwards (n.3 nella Radio 1 Club Chart), e Tell Me Why realizzata con Steve Angello, con il quale pubblica dischi sotto il nome di Supermode.
Ha realizzato remix per artisti importanti, come Roger Sanchez (Turn On the Music, 2005), Madonna (Jump, 2006), Hard-Fi (Hard to Beat, 2005).
Da segnalare anche la collaborazione con Robbie Rivera e Suzan Brittan per la hit del 2004 Burning (n. 1 nella Hot Dance Music/Club Play di Billboard).
Nel 2007 ha composto il singolo I Found U, che ha avuto molto successo internazionale ed è arrivato nelle prime posizioni della classifica di MTV, Europe Top 20. Axwell produce anche sotto il nome di Mambana, Starbeach, Mahogany People, ecc. e ha inoltre formato vari gruppi, di conseguenza con diversi pseudonimi, tra cui con Eric Prydz, AxEr e con Steve Angello, Supermode. Insieme a Steve Angello e Sebastian Ingrosso forma gli Swedish House Mafia.
Nel 2013 il gruppo Swedish House Mafia si scioglie, alla fine del loro ultimo tour One Last Tour. Nel maggio 2014 forma il nuovo duo firmato Axwell Ʌ Ingrosso con l'ex membro degli Swedish House Mafia Sebastian Ingrosso, annunciando un nuovo album previsto per il 2016.
Il 25 marzo 2018, durante l'ultimo giorno dell'Ultra Music Festival di Miami, gli Swedish House Mafia tornano insieme per chiudere l'evento. Il trio si è riunito il 22 ottobre 2018 pubblicando un video sul web, poco dopo hanno annunciato le prime date del loro nuovo tour previsto per il 2019: dal 2 al 4 maggio a Stoccolma e il 18 maggio a Città del Messico.

## Classifica DJ Magazine
| DJ     | 2006 | 2007 | 2008 | 2009 | 2010 | 2011 | 2012 | 2013 | 2014 |
| ------ | ---- | ---- | ---- | ---- | ---- | ---- | ---- | ---- | ---- |
| Axwell | 93   | 33   | 20   | 14   | 10   | 12   | 23   | 19   | 29   |

## Discografia

### Album in studio

#### 2001
- Pump (OXL)

#### 2017
- More than You Know (Axwell Λ Ingrosso)

#### 2022
- Paradise Again (Swedish House Mafia)

### Singoli ed EP

#### 1995
- Tranquility EP (OXL)

#### 1996
- Output EP (OXL)

#### 1997
- Pulze EP (OXL)

#### 1999
- Funkboy
- Jazz Player

#### 2000
- To the Music
- Pull Over

#### 2001
- Star Beach 7:am (Vintage Youth)

#### 2002
- Burning (Robbie Rivera & Axwell)
- No Reason (Mambana)
- Dem Wicked Sounds
- Ghostbastards (Assault & Pepper)
- Get Naked (Starbeach feat. D'Empress)
- So Right (Jetlag)
- Lead Guitar

#### 2003
- Heart Of Mine (Mahogany People feat. Mia Taylor)
- Libre (Mambana)
- High Energy (Axwell feat. Evelyn Thomas)
- Wait A Minute (Axwell feat. Nevada)
- Shine (Axwell's Starbeach Mix) (Mahogany People feat. Mia Taylor)
- Clubs and Discotexxx (Busty Times)

#### 2004
- Feel the Vibe
- Felicidad (Mambana)

#### 2005
- Together (Axwell & Sebastian Ingrosso)
- Watch The Sunrise (Axwell feat. Steve Edwards)

#### 2006
- 123 (AxEr)
- 321 (AxEr)
- Tell Me Why (Supermode)

#### 2007
- Get Dumb (Axwell, Sebastian Ingrosso, Steve Angello & Laidback Luke)
- I Found U (Axwell feat. Max'c)
- It's True (Axwell + Sebastian Ingrosso vs. Salem Al Fakir)
- Submariner

#### 2008
- What a Wonderful World (Axwell & Bob Sinclar feat. Ron Carroll)
- Open Your Heart (Axwell & Dirty South)
- Inside Of Me (Axwell & Brian Tappert feat. Ron Carroll) (non rilasciata)

#### 2009
- Leave the World Behind (Axwell, Sebastian Ingrosso, Steve Angello, Laidback Luke feat. Deborah Cox)

#### 2010
- One (Swedish House Mafia)
- Nothing but Love (incl. Remode)
- Miami 2 Ibiza (Swedish House Mafia vs. Tinie Tempah)

#### 2011
- Heart Is King
- Save the World (Swedish House Mafia)
- Antidote (Swedish House Mafia vs. Knife Party)

#### 2012
- Greyhound (Swedish House Mafia)
- Don't You Worry Child (Swedish House Mafia feat. John Martin)

#### 2013
- Center of the Universe
- Roar (Axwell & Sebastian Ingrosso)
- I Am (Axwell & Sick Individuals feat. Taylr Renee)

#### 2014
- We Come We Rave We Love (Axwell Λ Ingrosso)
- Can't Hold Us Down (Axwell Λ Ingrosso)
- Something New (Axwell Λ Ingrosso)

#### 2015
- On My Way (Axwell Λ Ingrosso)
- Sun Is Shining (Axwell Λ Ingrosso)
- This Time (Axwell Λ Ingrosso)
- Dream Bigger (Instrumental Mix) (Axwell Λ Ingrosso)
- Waiting For So Long (Gloria)

#### 2016
- I Found U (2008 Premode)
- Dream Bigger (Axwell Λ Ingrosso)
- Barricade
- Thinking About You (Axwell Λ Ingrosso)
- Thinking About You (Festival Mix) (Axwell Λ Ingrosso)
- Think About It (feat. Richard Archer, rilasciata non ufficialmente)
- Belong (Axwell & Shapov, incl. Axwell & Years Remode)

#### 2017
- I Love You (Axwell Λ Ingrosso feat. Kid Ink)
- More Than You Know (Axwell Λ Ingrosso)
- Dawn (Axwell Λ Ingrosso)
- How Do You Feel Right Now (Axwell Λ Ingrosso)
- Renegade (Axwell Λ Ingrosso)
- Dreamer (Axwell Λ Ingrosso feat. Trevor Guthrie)

#### 2018
- Dancing Alone (Axwell Λ Ingrosso feat. RØMANS)
- Nobody Else

#### 2021
- It Gets Better (Swedish House Mafia)
- Lifetime (Swedish House Mafia feat. Ty Dolla $ign & 070 Shake)
- Moth to a Flame (Swedish House Mafia & The Weeknd)

#### 2022
- Redlight (Swedish House Mafia & Sting)
- Heaven Takes You Home (Swedish House Mafia & Connie Constance)
- Turn On The Lights again.. (Fred again.. & Swedish House Mafia)

#### 2023
- Behold (rilasciata non ufficialmente)
- See The Light (Swedish House Mafia feat. Fridayy)
- Ray of Solar (Swedish House Mafia)

#### 2024
- Lioness (Swedish House Mafia & Niki & The Dove)
- Finally (Swedish House Mafia & Alicia Keys)

#### 2025
- Until the Lights Go Out (Axwell feat. CARMA)
- Wait So Long (Swedish House Mafia)

### Remix

#### 2000
- Domenicer - Dolce Marmellata
- Lutricia McNeal - Sodapop
- Stonebridge feat. Dayeene - I Like
- Antiloop - Only U
- Tin Pan Alley - My Love Has Got A Gun
- Da Buzz - Let Me Love You
- Juni Juliet - Back In My Arms
- Elena Valente - Love Is

#### 2001
- Latin Trinity - Summer Breeze
- Soulplayaz - I Get Lifted
- Mendez - Blanca
- MowRee - Luv Is Not To Win
- Love Selective - El Bimbo Latino
- Murcielago - Los Americanos
- MixMaster - Latin Session (Así Así)
- Sahlene - House
- EZ St feat. Nevada - Be With You
- Bikini - Nite & Day
- Cape - L. O. V. E

#### 2002
- Afro Angel - Join Me Brother
- Elements Of Soul - Head Above Water (Axwell's Starbeach Mix)
- Ocean Spirit - Bourbon Street
- Mendez - No Criminal
- Playmaker - Black Pony
- Sound Factor feat. Marysol - Let It Go (Axwell & Mankz Remix)
- Michelle Wilson - Love Connection
- Mendez - Adrenaline
- Enamor - I Believe

#### 2003
- Room 5 - Make Luv
- Soulsearcher - Feelin' Love
- DELI pres. Demetreus - Better Love
- Clipse feat. Faith Evans - Ma, I Don't Love Her
- The Attic - Destiny
- Souledz - You Can't Hide Your Love
- Eric Prydz - Slammin'

#### 2004
- Deep Forest - Sweet Lullaby
- Usher - Burn (Axwell Full Version)
- Usher - Burn (Axwell Remode)
- StoneBridge feat. Therese - Put 'Em High
- C-Mos - 2 Million Ways

#### 2005
- Rasmus Faber feat. Melo - Get Over Here
- Average White Band - Let's Go Round Again
- Jerry Ropero & Denis the Menace pres. Sabor feat. Jaqueline - Coração
- Roger Sanchez - Turn On the Music
- Hard-Fi - Hard to Beat
- Ernesto vs. Bastian - Dark Side of the Moon (Axwell & Sebastian Ingrosso Re-Mode)
- Moby - Slipping Away
- DJ Flex & Sandy Wilhelm - Love for You (Axwell Remix)
- Sugiurumn - Star Baby (Axwell Cyberjapan Remix)
- Pharrell - Angel

#### 2006
- Deep Dish - Dreams
- Bob Sinclar - World, Hold On
- Lorraine - Transatlantic Flight
- Nelly Furtado feat. Timbaland - Promiscuous Girl
- Madonna - Jump

#### 2007
- Sunfreakz feat. Andrea Britton - Counting Down the Days
- Bob Sinclar - I Feel For You
- Faithless feat. Cass Fox - Music Matters
- Axwell - I Found U (Axwell Remode Mix)
- Dirty South - Let It Go

#### 2008
- Hard-Fi - I Shall Overcome
- Robot Man feat. Nanchang Nancy - Ready for This (Axwell Re-Edit)
- TV Rock - Been a Long Time (Axwell Remode)
- Adele - Hometown Glory (Axwell Club Mix)
- Adele - Hometown Glory (Axwell Remode)
- Abel Ramos & Miss Melody - Rotterdam City Of Love (Axwell Re-Edit)

#### 2009
- TV Rock feat. Rudy - In The Air (Axwell Remix)
- The Temper Trap - Sweet Disposition (Axwell & Dirty South Remix)

#### 2010
- Prok & Fitch pres. Nanchang Nancy - Walk With Me (Axwell vs. Daddy's Groove Remix)
- Adrian Lux - Teenage Crime (Axwell Remix)
- Adrian Lux - Teenage Crime (Axwell & Henrik B Remode)
- Adrian Lux - Teenage Crime (Axwell Copenaghen Mix) (rilasciata non ufficialmente)
- Axwell - Nothing But Love (Axwell Remode)
- Axwell - Nothing But Love (Axwell vs. Daddy's Groove Remix)

#### 2011
- St. Brothers & Hard Rock Sofa - Blow Up (Thomas Gold vs. Axwell Remix)
- David Tort - One Look feat. Gosha (Axwell vs. Dimitri Vegas & Like Mike Remix)
- Michael Calfan - Resurrection (Axwell's Recut Club version)

#### 2012
- Ivan Gough & Feenixpawl feat. Georgi Kay - In My Mind (Axwell Mix)

#### 2013
- Discopolis - Falling (Committed To Sparkle Motion) (Axwell Edit)
- Axwell - Center of the Universe (Remode)

#### 2014
- Mutiny UK & Steve Mac feat. Nate James - Feel The Pressure (Axwell & NEW_ID Remix)
- Mutiny UK & Steve Mac feat. Nate James - Feel The Pressure (Axwell & NEW_ID WTP Mix)
- Hook N Sling feat. Karin Park - Tokyo By Night (Axwell Remix)

#### 2015
- Faithless feat. Cass Fox - Music Matters 2.0 (Axwell Remix)

#### 2016
- Michael Feiner - Mantra (Axwell Cut)
- Sebastian Ingrosso - Dark River (Axwell Remode)
- Axwell & Shapov - Belong (Aguelando Remix)

#### 2017
- Pauls Paris - Make Your Mind Up (Axwell & NEW_ID Remode)

#### 2018
- Vargas & Lagola - Roads (Aguelando Remix)

#### 2019
- Redfield - Don't Worry (Axwell Cut)
- Europa feat. Madison Beer - All Day and Night (Axwell Remix)
- Halsey - Graveyard (Axwell Remix)

#### 2021
- Jay Robinson - Free Again (Axwell Cut)

#### 2023
- Thomas Newson & Corey James - Sinister (Axwell Mi Amor Remode)

#### 2024
- Swedish House Mafia & Alicia Keys - Finally (Axwell Remix)

### Produzioni

#### 2002
- Timbuktu - Ljudet Av... (Mankz Tim-Back-To France Mix)

#### 2004
- StoneBridge feat. Stella - A Little Bit Crazy

#### 2005
- MYNT Feat. Kim Sozzi - Stay (songwriter)
- MYNT - Takin' Over (songwriter)

#### 2008
- Cyndi Lauper - Rain on Me

#### 2009
- Jeanette - I Feel Love
- Eric Carter - Unification (con Bob Sinclar)

#### 2010
- Flo Rida feat. Kevin Rudolf - On and On

#### 2011
- Wynter Gordon - Buy My Love
- Flo Rida feat. Sia - Wild Ones

#### 2012
- Flo Rida - Let It Roll
- Usher - Numb (Swedish House Mafia, con Alesso)
- Usher - Euphoria (Swedish House Mafia)

#### 2015
- Brandon Flowers - I Can Change (songwriter, Axwell Λ Ingrosso)

#### 2017
- Vargas & Lagola - As Long As I Have To

#### 2018
- Vargas & Lagola - Roads (songwriter, Axwell Λ Ingrosso)

#### 2019
- Agnes - Nothing Can Compare

#### 2020
- Lady Gaga - Alice (con Klahr)
- Lady Gaga - Free Woman (con Klahr)
- Lady Gaga & Elton John - Sine from Above (con Klahr, LIOHN e BURNS)

#### 2021
- Lost Prince feat. Pony - Always on My Mind

#### 2022
- The Weeknd - How Do I Make You Love Me? (Swedish House Mafia)
- The Weeknd - Sacrifice (Swedish House Mafia)
- The Weeknd - Nothing Is Lost (You Give Me Strength) (Swedish House Mafia, con Simon Franglen)

#### 2025
- The Weeknd - Closing Night (Swedish House Mafia)
- Mike Posner – Underneath It All (Swedish House Mafia)

### Videogiochi

#### 1999
- Excessive Speed (Iridon Interactive)

## Filmografia
- NCIS Ibiza (2015), attore con Sebastian Ingrosso (agenti Axwell e Ingrosso)